# Laugh Factory
 (mars 2016).
Le contenu est difficilement compréhensible vu les erreurs de traduction, qui sont peut-être dues à l'utilisation d'un logiciel de traduction automatique.

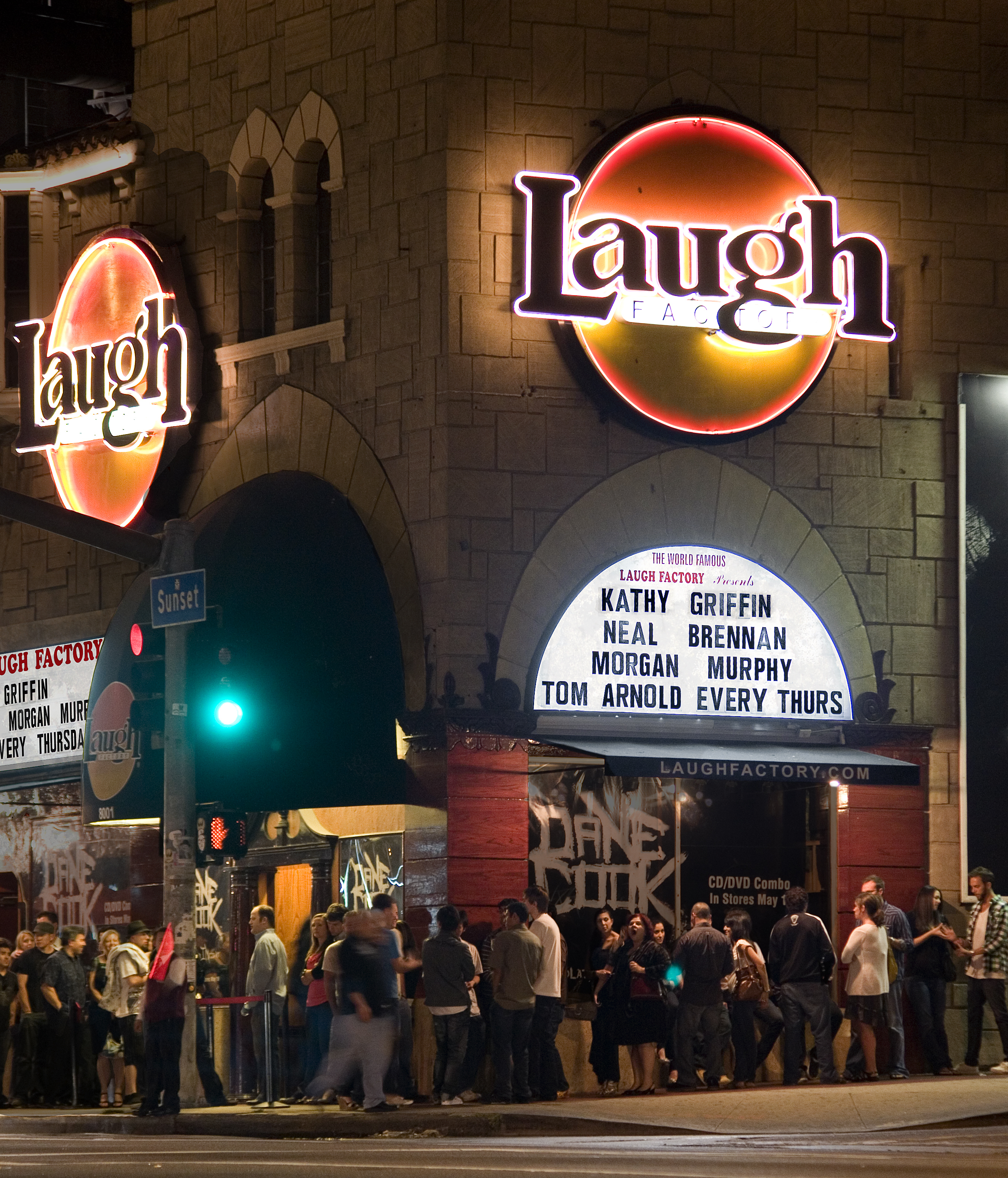
Laugh Factory Original à Hollywood, Californie

Le Laugh Factory est une chaîne de comedy clubs avec des établissements dans plusieurs États des États-Unis.
La chaîne est la propriété de Laugh Factory Inc® et du fondateur et actuel directeur général Jamie Masada.

## L'incident avec Michael Richards
Le plus connu des incidents est probablement lorsque Michael Richards a perdu la maîtrise de soi en criant des propos racistes le 17 novembre 2006. En réponse, le Laugh Factory a décidé de criminaliser l'utilisation du mot "nègre".
Le premier comédien ayant violé l'interdiction a été Damon Wayans (lui-même Afro-Américain) en utilisant le mot seize fois dans un monologue de vingt minutes. Il a été condamné à une amende de 320 $ (20 $ pour chaque violation) et une interdiction de se produire sur scène pour une durée de 3 mois (finalement, la peine a été diminuée à un mois seulement,.
Le Laugh Factory organise des événements de collecte de dons pour la charité, avec notamment des soirées spéciales pour la Croix Rouge, l'USO, Wounded Warriors, Comics Sans Frontières, Middle East Comedy Fest et Stand up for Pakistan.

## Blagues non-stop
Le Laugh Factory recense les humoristes qui peuvent dire le plus de blagues sans s'arrêter, les détenteurs du record sont ci-dessous,,:
| Date            | Durée (h:m) | Comédien       |
| --------------- | ----------- | -------------- |
| 2 janvier 2008  | 7:34        | Dane Cook      |
| 3 décembre 2007 | 6:12        | Dave Chappelle |
| 15 avril 2007   | 6:07        | Dave Chappelle |
| 10 avril 2007   | 3:50        | Dane Cook      |
| 1980            | 2:41        | Richard Pryor  |

## Record du monde
Le 8 décembre 2010, à 16 h 38, le Laugh Factory a battu le record du monde 'Qui peut dire le plus de blagues sans s'arrêter (plusieurs comédiens)' Le détenteur du record précédent était le Comic Strip Live (un club de New York), avec cinquante heures. La tentative de record a duré du mercredi 8 décembre, jusqu'à 22 h 38 jeudi 9 décembre  et le nouveau record a été enregistré à 80 heures. Dom Irrera a battu le record original et Deon Cole se tenait sur la scène lorsque le nouveau record a été établi. L'événement, intitulé Toy to the World, a été associé à une collection de jouets, destiné au Children's hospital of Los Angeles. Plus de 130 comédiens ont participé, et l'évènement a été retransmis en direct sur internet. Le Laugh Factory détenait le record jusqu'au 15 avril 2015, quand elle a été brisée par des farceurs du East Room à Nashville.

## Comédiens notables qui se sont produits au Laugh Factory
Adam DeVine,
Adam Sandler,
Aubrey Plaza,
Aziz Ansari,
Bill Burr,
Bill Farmer,
BJ Novak,
Bob Saget,
Bobby Lee,
Brad Garrett,
Brody Stevens,
Bryan Callen,
Carlos Mencia,
Chelsea Handler,
Chelsea Peretti,
Chris D'Elia,
Chris Rock,
Chris Tucker,
Colin Kane,
Craig Robinson,
Damon Wayans,
Dana Carvey,
Dane Cook,
Daniel Tosh,
Dave Attell,
Dave Chappelle,
David Alan Grier,
David Letterman,
David Spade,
Deon Cole,
Dom Irrera,
Dov Davidoff,
Eddie Murphy,
Eric Andre,
Ellen DeGeneres,
Garfunkel and Oates,
George Carlin,
Gerry Bednob,
Godfrey
Harland Williams,
Iliza Shlesinger,
Jamie Foxx,
Jamie Kennedy,
Jason Mewes,
Jay Leno,
Jenn Colella,
Jerry Seinfeld,
Jim Breuer,
Jim Carrey,
Jim Jefferies,
Jimmy Fallon,
Joe Rogan,
John Mulaney,
Jon Lovitz,
Judah Friedlander,
Kathy Griffin,
Ken Jeong,
Kevin Hart,
Kevin Nealon,
Kevin Smith,
Kumail Nanjiani,
Louie Anderson,
Louis C.K.,
Martin Lawrence,
Mary Lynn Rajskub,
Michael Richards,
Marc Maron,
Max Amini,
Maz Jobrani,
Natasha Leggero (en),
Neal Brennan,
Nick Cannon,
Nick Swardson,
Nick Thune,
Orlando Jones,
Paul Mooney,
Paul Rodriguez,
Phyllis Diller,
Rainn Wilson,
Ralph Garman,
Ralphie May,
Ray Romano,
Richard Pryor,
Rob Schneider,
Robin Williams,
Rodney Dangerfield,
Roseanne Barr,
Russell Peters,
Sam Kinison,
Steve Hofstetter,
Steve-O,
Steve Martin,
T.J. Miller,
Tim Allen,
Tom Arnold,
Tommy Chong,
Tommy Davidson,
Tony Rock,
Vic Dibitetto et
Whitney Cummings,.

## Musiciens notables qui se sont produits au Laugh Factory
Diane Neal,
John Mayer,
Justin Bieber,
Melissa Joan Hart,
Mike O'Malley et 
Reza Farahan.

## Autres Laugh Factories
- Le Laugh Factory à Long Beach (151 S Pine Ave in Long Beach (Californie) appartient à la chaîne des Laugh Factory Comedy Clubs de Masada. Ce Laugh Factory a ouvert ses portes le 20 septembre 2008, il y a 670 sièges et héberge Le Musée et Panthéon Officiel du Stand-up Comedy[13]
- Le Laugh Factory à Chicago (3175 N Broadway St, Chicago (Illinois)) a ouvert ses portes en janvier 2012, et il y a 375 sièges[14]. Son Open Mic Night est chacque Mercredi[15].
- Le Laugh Factory dans l'hôtel Tropicana (3801 S Las Vegas Blvd, Las Vegas (Nevada)) a 270 sièges et elle a ouvert en 2012. La Laugh Factory est située à la mezzanine de la tour 'Paradis'[16].
- Le Laugh Factory au casino Silver Legacy (3801 S Las Vegas Blvd, Las Vegas (Nevada)) a ouvert ses portes le 24 juillet 2015 et il y a des sièges pour 220 spectateurs[17].
- Le Laugh Factory située dans le Casino et Bingo de San Manuel (777 San Manuel Blvd, Highland (Californie)) est seulement accessible le mercredi, l'entrée est libre et il n'y a pas d'obligation de consommer. La Laugh Factory est située au premier étage, au Tukut Lounge[18].
- Le Laugh Factory à Scottsdale (7000 E Shea Blvd H-1990, Scottsdale (Arizona)) a 400 sièges, le Mercredi s'anime du Open Mic Night et, comme au club d'Hollywood, sont servis des repas gratuits chaque Thanksgiving et Noël[19].
- Le Laugh Factory dans l'hôtel del Coronado Il a ouvert le 26 juin 2014 et il y a 250 sièges[20].